# کوک‌توندو (شهرستان بازارقرغون)
کوک‌توندو (به لاتین: Köktöndü) یک منطقهٔ مسکونی در قرقیزستان است که در شهرستان بازارقرغون واقع شده‌است. کوک‌توندو ۳٬۰۳۵ نفر جمعیت دارد.